# Benedivka, Berdîciv
Benedivka (în ucraineană Бенедівка) este un sat în comuna Radeanske din raionul Berdîciv, regiunea Jîtomîr, Ucraina.

## Demografie
Componența lingvistică a localității Benedivka
     Ucraineană (99,03%)
     Alte limbi (0,97%)
Conform recensământului din 2001, majoritatea populației localității Benedivka era vorbitoare de ucraineană (99,03%), existând în minoritate și vorbitori de alte limbi.